# Église des Carmes de Figeac
L'église des Carmes ou église Saint-Thomas-Becket de Figeac est la plus petite église de la commune de Figeac, située dans le département français du Lot et la région Midi-Pyrénées.

## Historique
La première église du barri a été fondée au XIIe siècle par les abbé de Saint-Sauveur pour créer une paroisse pour les habitants du barri d'Aujou. L'église est dédiée à saint Thomas Becket assassiné en 1170 dans sa cathédrale. L'église d'abord construite à l'extrémité du barri est transférée en 1295 à l'intérieur des remparts, sur le territoire de la paroisse de Notre-Dame-du-Puy, en créant le quartier Saint-Thomas. Cette église a disparu à la Révolution.
L'église Saint-Thomas actuelle faisait partie d'un ancien ensemble conventuel de carmélites. Il existe au XIIIe siècle car le couvent des carmes est mentionné en 1265 parmi les bénéficiaires de legs d'un des coseigneurs de Capdenac. 
Après la prise de la ville par les protestants en 1576, les bâtiments ont ruiné la chapelle, le cloître et la salle capitulaire. Après la prise de la ville par les catholiques en 1622, les bâtiments ont été restaurés à l'économie. 
Le monastère a été délaissé après la Révolution, sauf la chapelle qui est devenue l'église paroissiale du barri d'Aujou.
En 1871, l'abbé Lacarrière a pris l'initiative de restaurer complètement l'église. Le chevet a conservé son aspect médiéval. Il subsiste encore des vestiges d'enfeus. La façade date du XIXe siècle et les voûtes ont été refaites. Un chapiteau de l'église Saint-Sauveur sert de bénitier.
Les bâtiments du couvent ont été restaurés en 1982 au moment de l'aménagement de la Cité administrative. L'élément le plus intéressant est le portail de l'ancienne salle capitulaire qui doit dater de la fin du XIIIe siècle ou du début du XIVe siècle.
Cette église fait l’objet d’une inscription au titre des monuments historiques depuis le 9 février 1993.
Douze tableaux des apôtres sont référencer dans la base Palissy.

## Architecture
L'église à l'origine de style gothique, a connu de nombreux remaniements à la fin du XIXe siècle.